# Ashigaru

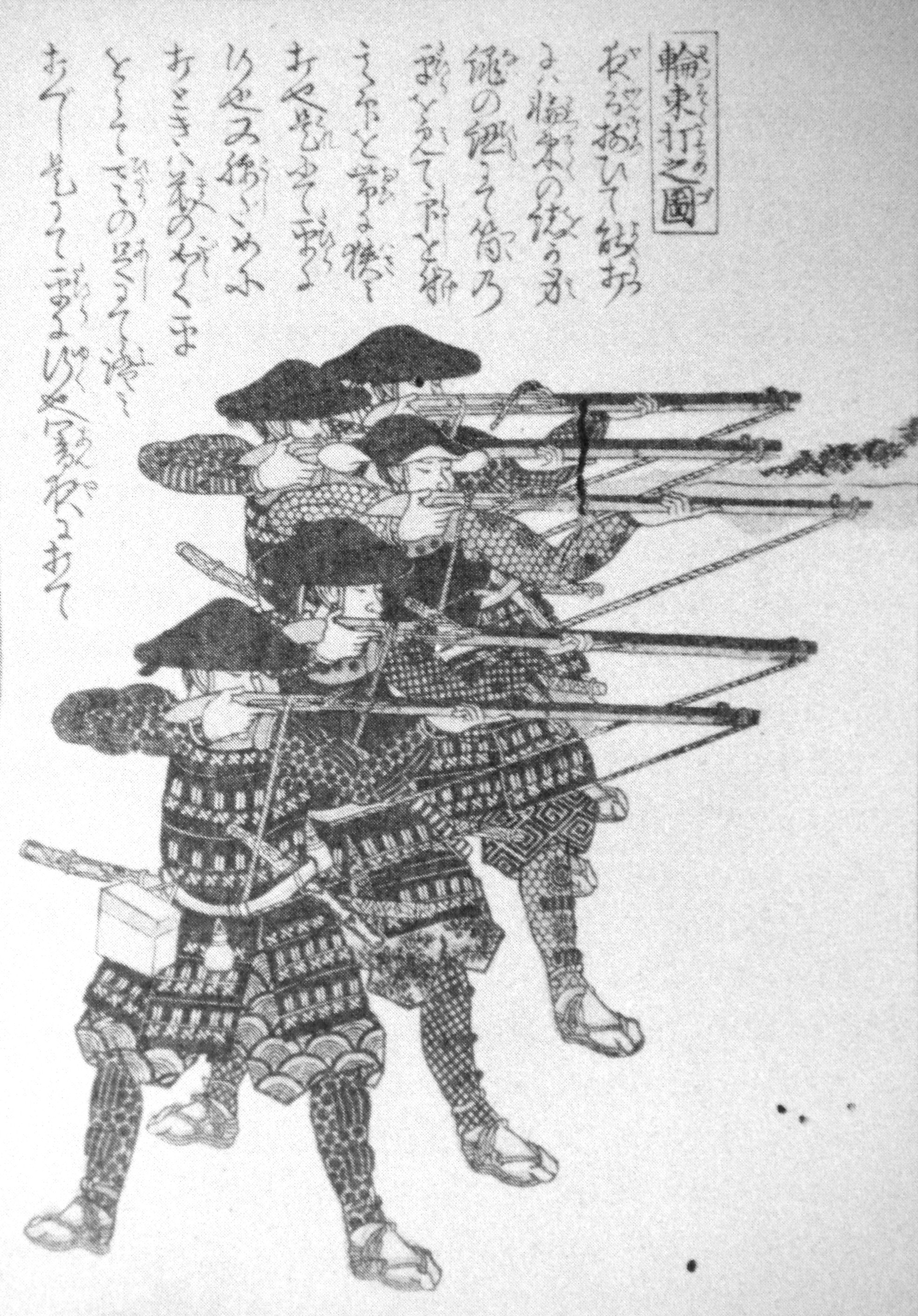
Ashigaru - Japanische Infanterie

Die Ashigaru (jap. 足軽; wörtlich „leichtfüßig“) waren Infanteriesoldaten des mittelalterlichen Japan. Während der Muromachi-Zeit wurden Ashigaru vom Shogun als seine persönliche Armee aufgestellt.

## Ursprünge
Ihre Wurzeln werden in den shimobe (下部) gesehen, die in der Heian-Zeit auf der Seite der Regierung kämpften. Ashigaru, wörtlich „leicht-füßig“ (auch wegen der leichten Rüstung), waren die in der Rangordnung am niedrigsten stehenden Krieger, entweder niederrangige Adlige (buke) oder Nichtadelige, die sich der Armee eines Daimyo anschlossen oder in diese gepresst wurden. Es gibt auch Geschichten über weibliche Ashigaru, wobei es unwahrscheinlich ist, dass sie im Kampf eingesetzt wurden.
Zuerst waren die Ashigaru Söldner oder Abenteurer, die nur mit Beute bezahlt wurden, schließlich wurden einige von ihnen bezahlte Angehörige lokaler Armeen. Die Kommandeure der Ashigaru wurden ashigarugashira (足軽頭), (wörtlich „Ashigaru Kopf“) genannt und erhielten jährlich 200 bis 500 Koku Reis.

## Ausrüstung und Bewaffnung
Die Ashigaru waren Fußsoldaten, die Kavallerie war den Samurai vorbehalten. Sie konnten mit einem Langschwert (Katana) oder mit Speeren (yari) bewaffnet sein, dienten aber auch zur Bedienung von Katapulten. Nach Einführung der Feuerwaffen durch die Portugiesen ab 1546 waren die Ashigaru mit Tanegashima-Arkebusen bewaffnet.
Da die Schlachten komplexer und die Streitkräfte größer wurden, wurden sie rigoros gedrillt, so dass sie auch im Angesicht feindlichen Feuers in der Linie blieben.
Ihre Panzerung bestand aus konischen Hüten (jingasa) aus lackiertem, gehärtetem Leder, Brustplatten und gelegentlich Beinschienen. Einige trugen zur Identifikation während der Schlacht auch kleine Banner (sashimono) an ihren Rücken befestigt.
Bei einer Mobilmachung mussten sie ihre Verpflegung bis zum lokalen Sammelpunkt selbst bestreiten, von dort aus wurden sie aus den Lagern des Daimyos versorgt.

## Kriegsdienst
Im Ōnin-Krieg erwarben sich die Ashigaru eine Reputation als aufsässige Truppen, als sie Miyako (das heutige Kyōto) plünderten und brandschatzten. In der folgenden Sengoku-Zeit wurden einige sehr einflussreich. Der berühmteste von ihnen war Toyotomi Hideyoshi, der auch viele seiner Gefolgsleute in den Samurai-Stand erhob. Yamanouchi Kazutoyo war ein solcher Samurai und späterer Daimyo.

## Neue Waffen und Taktiken
In späteren Zeiten bildeten die Ashigaru das Rückgrat der Samurai-Armeen. Die wichtigste Veränderung ist mit der Einführung von Feuerwaffen durch ausländische Händler, vor allem die Portugiesen in der Mitte des 16. Jahrhunderts verbunden. Nahezu sofort begannen die lokalen Kriegsherren ihre Ashigaru mit dieser neuen Waffe auszurüsten. Sie benötigte für effektiven Gebrauch nur wenig Training, im Vergleich zum japanischen Langbogen (yumi), der viele Jahre des Lernens benötigte.
Der Vorteil der neuen schlagkräftigen Fernwaffen sollte sich für die Kriegsführung der Samurai als revolutionär erweisen. Dies zeigte sich beispielhaft in der Schlacht von Nagashino (1575) als strategisch günstig hinter Hindernissen stationierte Ashigaru mit Arkebusen wiederholte schwere Kavallerieangriffe der Takeda gegen die Verteidigungslinien des Oda-Clans zusammenschossen und damit den Takeda die entscheidende Niederlage zufügten. Diese Schlacht wird in dem bekannten Film Kagemusha von Akira Kurosawa thematisiert. Nach der Schlacht stellten die Ashigaru in den Armeen ein mächtiges Gegenstück zu den Samurai dar. In den zwei Invasionen in Korea 1592 und 1597 zeigten sich die Vorteile gegen die Koreaner und später Chinesen erneut.